# Matsushima (Miyagi)
Matsushima (松島町, Matsushima-machi) est un bourg du district de Miyagi, dans la préfecture de Miyagi, au Japon.

## Géographie

### Situation
Matsushima est situé dans le centre de la préfecture de Miyagi, au bord de l'océan Pacifique.

### Municipalités limitrophes
| Ōsato | Ōsaki           | Misato            |
| Ōsato | Matsushima      | Higashimatsushima |
| Rifu  | océan Pacifique | océan Pacifique   |

### Démographie
Au 1er juin 2019, la population de Matsushima s'élevait à 13 553 habitants répartis sur une superficie de 54,04 km2. En juillet 2024, elle était de 12 980 habitants.

### Climat
Matsushima a un climat subtropical humide caractérisé par des étés chauds et humides, et des hivers froids. La température moyenne annuelle est de 11,9 °C. La pluviométrie annuelle moyenne est de 1 380 mm, juin étant le mois le plus humide.

## Histoire
Le village moderne de Matsushima a été créé le 1er juin 1889. Matsushima obtient le statut de bourg le 16 décembre 1963.

## Culture locale et patrimoine

### Patrimoine naturel
Matsushima est célèbre pour sa baie, l'une des trois vues les plus célèbres du Japon.

### Patrimoine culturel
On y trouve plusieurs temples de la dynastie Date :
- le temple Godai-dô construit en 1604 par Date Masamune, le plus ancien exemple d'architecture Momoyama de la région de Tōhoku ;
- le Zuigan-ji, fondé en 828 par le moine Ennin, et reconstruit en 1609 par Date Masamune. Le bâtiment principal, le hondō et les cuisines kuri sont classés trésors nationaux ;
- le temple Entsū-in et ses quatre jardins. Le Sankeiden, un mausolée élevé à la mémoire de Mitsumune, petit-fils de Masamune mort à 19 ans, se trouve dans le temple.

## Transports
Matsushima est desservi par les lignes Tōhoku, Senseki et Senseki-Tōhoku de la JR East.

## Jumelage
- Île des Pins (France) depuis 1980,
- Kisakata (en) (Japon) depuis 1987,
- Kamiamakusa (Japon) depuis 1988.